# Władimir Gudiew
Władimir Wiktorowicz Gudiew (ros. Владимир Викторович Гудев, ur. 17 września 1940 w Moskwie) – radziecki i rosyjski dyplomata.

## Życiorys
1963 ukończył Moskiewski Państwowy Instytut Stosunków Międzynarodowych Ministerstwa Spraw Zagranicznych ZSRR, 1963-1965 pracował jako tłumacz Ambasady ZSRR w Egipcie, 1975 ukończył Akademię Dyplomatyczną MSZ ZSRR. Od 23 września 1987 do 6 kwietnia 1993 ambasador ZSRR/Rosji w Iranie, 1993-1994 szef Zarządu/Departamentu Afryki i Bliskiego Wschodu MSZ Rosji, 1994-1995 I zastępca dyrektora Departamentu Bliskiego Wschodu i Północnej Afryki MSZ Rosji. 1995-2000 ambasador nadzwyczajny i pełnomocny Rosji w Egipcie, od września 2000 do listopada 2002 ambasador nadzwyczajny i pełnomocny ZSRR w Gruzji. Zna języki arabski, angielski i francuski.